# علي أباد (مشك أباد)
علي أباد (بالفارسية: علی‌آباد) هي قرية تقع في إيران في مركزي. يقدر عدد سكانها بـ 168 نسمة .